# Lac Carol-Coudé
Le lac Carol-Coudé est situé sur la rive Nord du fleuve Saint-Laurent, dans le territoire non organisé du Mont-Valin, dans la municipalité régionale de comté (MRC) du Fjord-du-Saguenay dans la région administrative de Saguenay-Lac-Saint-Jean, au Québec, au Canada. Ce plan d’eau fait partie de la zec Martin-Valin et du canton de Le Mercier.
La route forestière R0900 passe du côté Est soit à 3,0 km à l’Est du lac Carol-Coudé. Quelques autres routes forestières secondaires desservent les environs du lac Carol-Coudé, notamment pour les besoins de la foresterie et des activités récréotouristiques,.
La foresterie est la principale activité économique de ce bassin versant ; les activités récréotouristiques, en second.[réf. nécessaire]
La surface du lac Carol-Coudé est habituellement gelée de la fin novembre au début avril, toutefois la circulation sécuritaire sur la glace se fait généralement de la mi-décembre à la fin mars.[réf. nécessaire]

## Géographie
Le lac Carol-Coudé à une superficie de 1,32 km2. Il est situé dans la zec Martin-Valin.
Les principaux bassins versants voisins du lac Carol-Coudé sont :
- côté Nord : ruisseau Liégeois, lac Poulin-De Courval, rivière Poulin, rivière Jos-Ross, rivière Portneuf, rivière aux Sables, lac Tremblay ;
- côté Est : ruisseau Liégeois, rivière des Escoumins ;
- côté Sud : bras des Murailles, rivière Boivin, rivière Sainte-Marguerite ;
- côté Ouest : ruisseau aux Brumes, lac Moncouche, rivière Sainte-Marguerite, rivière Saint-Louis, lac Le Breton, lac Jalobert[1].

Le lac Carol-Coudé est situé à 4,2 km au Nord-Ouest du somment du Mont Francis-Amyot (altitude : 890 m. Ce lac comporte une longueur de 2,4 km, une largeur de 1,0 km et une altitude de 731 m. Ce lac est alimenté par trois décharges de petits lacs.[réf. nécessaire]
- 55,9 km à l’Est du lac La Mothe ;
- 26,6 km au Nord-Ouest de l’embouchure du bras des Murailles (confluence avec la rivière Sainte-Marguerite) ;
- 30,1 km au Nord du cours de la rivière Saguenay ;
- 51,7 km au Nord-Ouest de l’embouchure de la rivière Sainte-Marguerite (confluence avec la rivière Saguenay)[1].

À partir de l’embouchure du lac Carol-Coudé, le courant coule vers le Sud sur 54,2 km en suivant le cours du bras des Murailles, vers le Sud-Est sur 35,3 km en suivant le cours de la rivière Sainte-Marguerite. De là, le courant coule sur 25,3 km vers l’Est en suivant le cours de la rivière Saguenay, jusqu’à la rive Nord-Ouest du fleuve Saint-Laurent.[réf. nécessaire]

## Toponymie
Le toponyme « Lac Carol-Coudé » a été officialisé le 7 avril 1983 par le Gouvernement du Québec.